# Simon Baker
Simon Lucas Baker (* 30. července 1969) je herec a režisér australského původu. Proslavil se svou rolí Patricka Janea v televizním seriálu Mentalista, který vysílá stanice CBS.

## Herecká kariéra
V australské televizi začal hrát v roce 1980 pod svým celým, rodným jménem Simon Baker Denny. Objevil se v několika hudebních videoklipech, například Read My Lips Melissy Tkautz. V roce 1991 přesídlil do USA, kde byl krátce známý pod příjmením svého nevlastního otce jako Simon Baker-Denny nebo Simon Denny.
Ve filmu Ďábel nosí Pradu si zahrál vedlejší roli po boku hlavních postav, které ztvárnily Meryl Streepová a Anne Hathawayová.
Měl také možnost zahrát si v hororu Kruh 2, kde ztvárnil postavu Maxe Rourkea.

## Osobní život
V roce 1998 se Simon oženil s herečkou Rebeccou Rigg, se kterou má tři děti, dceru Stellu Breeze a syny Clauda Bluea a Harryho Fridaye. Jeho dětem šly za kmotry herečky Nicole Kidman a Naomi Watts.
Jeho velkým koníčkem je surfování a vodní pólo, v němž mnohokrát soutěžil a dosáhl významných úspěchů.

## Filmografie
| Rok  | Název filmu                                       | Role               | Poznámky               |
| ---- | ------------------------------------------------- | ------------------ | ---------------------- |
| 1997 | L. A. - Přísně tajné (L.A. Confidential)          | Matt Reynolds      | jako Simon Baker Denny |
| 1997 | Atentát (Most Wanted)                             | Stephen Barnes     | jako Simon Baker Denny |
| 1998 | Restaurant                                        | Kenny              |                        |
| 1998 | Judas Kiss                                        | Junior Armstrong   | jako Simon Baker-Denny |
| 1998 | Pozdrav z bodu nula (Love from Ground Zero)       | Eric               |                        |
| 1999 | Jízda s ďáblem (Ride with the Devil)              | George Clyde       |                        |
| 2000 | Sunset Strip                                      | Michael Scott      |                        |
| 2000 | Rudá planeta (Red Planet)                         | Chip Pettengill    |                        |
| 2001 | Aféra s náhrdelníkem (The Affair of the Necklace) | Rétaux de Villette |                        |
| 2004 | Book of Love                                      | David Walker       |                        |
| 2005 | Kruh 2 (The Ring Two)                             | Max Rourke         |                        |
| 2005 | Země mrtvých (Land of the Dead)                   | Riley              |                        |
| 2006 | Něco nového (Something New)                       | Brian Kelly        |                        |
| 2006 | Ďábel nosí Pradu (Devil Wears Prada)              | Christian Thompson |                        |
| 2007 | Sex 100+1 (Sex and Death 101)                     | Roderick Blank     |                        |
| 2007 | Key to Reserva                                    | Roger Thornberry   | krátkometrážní film    |
| 2009 | Podnájemník (The Lodger)                          | Malcolm Slaight    |                        |
| 2009 | Unesená (Not Forgotten)                           | Jack Bishop        |                        |
| 2009 | Ženy v nesnázích (Women in Trouble)               | Travis McPherson   |                        |
| 2010 | Vrah ve mně (The Killer Inside Me)                | Howard Hendricks   |                        |
| 2011 | Margin Call                                       | Jared Cohen        |                        |
| 2013 | Dávám tomu rok (I Give It a Year)                 |                    |                        |

| Rok       | Název                                     | Role                  | Poznámky                        |
| --------- | ----------------------------------------- | --------------------- | ------------------------------- |
| 1987      | Shades of Love: Midnight Magic            |                       | CHCH-TV, televizní film         |
| 1989      | Příběhy ze záhrobí (Tales from the Crypt) | Neuveden v titulcích  | Epizoda: "Only Skin Deep"       |
| 1992–93   | E Street                                  | konstábl Sam Farrell  |                                 |
| 1993      | GP                                        | Ben Miller            | Epizoda: "A Family Affair"      |
| 1994      | Which Way to the War                      | vojín Stan Hawke      | pilotní epizoda                 |
| 1994      | Home and Away                             | James Healy           |                                 |
| 1995      | Naked                                     |                       |                                 |
| 1995–96   | Škola zlomených srdcí (Heartbreak High)   | Thomas 'Tom' Saunders | 3. série: Epizody 80–89         |
| 1996      | Naked: Stories of Men                     | Gabriel               | Epizoda: "Blind-Side Breakaway" |
| 1996      | Pot a dřina (Sweat)                       | Paul Steadman         | Season 1: Episode 3             |
| 1999      | Secret Men's Business                     | Andy Greville         |                                 |
| 2001–2004 | Ten, kdo tě chrání (The Guardian)         | Nick Fallin           | hlavní role                     |
| 2006–2007 | Smith                                     | Jeff Breen            | hlavní role                     |
| 2008–2015 | Mentalista                                | Patrick Jane          | hlavní role                     |